# Monika Greving
Monika Greving, auch Monika Grewing (* 24. Februar 1914 in München; † 29. September 1997) war eine deutsche Schauspielerin.

## Leben
Über Grevings Ausbildung ist nichts bekannt. Greving arbeitete als Theaterschauspielerin. Nachgewiesen sind nach dem Zweiten Weltkrieg Theaterauftritte in München. Sie war unter anderem am Bayerischen Staatsschauspiel beschäftigt. In der Spielzeit 1947/48 spielte sie dort die Rolle der Tänzerin Isabelle in der Deutschen Uraufführung der Komödie Einladung aufs Schloß von Jean Anouilh; die Premiere war im Januar 1948 im Theater am Brunnenhof, dem damaligen Ausweichquartier des zerstörten Münchner Residenztheaters. 1958 trat sie, in einer Inszenierung von Trude Kolman, am Theater Die Kleine Freiheit in München neben Hanne Wieder in der musikalischen Komödie Der große Dreh von Friedrich Hollaender auf. In der Spielzeit 1961/62 verkörperte sie am Bayerischen Staatsschauspiel die Rolle der Frau Fanny Mell in der Komödie Das Konzert von Hermann Bahr (Premiere: Juni 1962).
Greving gehörte nach dem Zweiten Weltkrieg in München außerdem zum Ensemble des Kabaretts Die Schaubude.
Ab den 1950er Jahren wirkte Greving in mehreren Kinofilmen und Fernsehproduktionen mit. Als ihren ersten Filmauftritt führt die Filmdatenbank IMDb den deutschen Kriminalfilm Die Tat des Anderen aus dem Jahr 1951. Es folgten in den 1960er Jahren Auftritte in mehreren weiteren Kinofilmen. Greving spielte zwischen Anfang der 1950er Jahre bis Mitte der 1990er Jahre über 20 Rollen in Film und Fernsehen.
In dem Heimatfilm Heiße Ernte (1956) verkörperte sie die Rolle der Landfrau Frau Pettenkofer, die sich um die Kinder der Flüchtlinge aus Ostpreußen kümmert. In dem westdeutschen Märchenfilm Rübezahl – Herr der Berge (1957) spielte Greving die Frau des Glasmachers Steffen. In der Filmkomödie Ludwig auf Freiersfüßen war Greving in der Rolle der Mathilde Klausing zu sehen; sie spielte an der Seite von Harald Juhnke die Gattin des Berliner Kommerzienrates Klausing.
Sie hatte Episodenrollen unter anderem in den Fernsehserien Das Kriminalmuseum, Die seltsamen Methoden des Franz Josef Wanninger, Tatort, Derrick und Forsthaus Falkenau. In der Derrick-Episode Die Festmenüs des Herrn Borgelt (Erstsendung: April 1992) spielte sie die Zimmerwirtin Frau Kramer. In der Derrick-Episode Die Frau des Mörders (Erstsendung: September 1992) spielte Greving die Rolle des Haushälterin Frau Haupt.
Greving war auch als Sprecherin für Hörspiele tätig. In der Hörspielreihe Urmel aus dem Eis sprach sie in dem Hörspiel Urmel fliegt ins All (1972) die Rolle der Schweinedame Wutz. In dem Märchenhörspiel Das tapfere Schneiderlein (1975) sprach sie die Rolle des 1. Riesen. In der Hörspielreihe Sindbad sprach sie in der Folge Sindbad 6 (1979) die Frau des Sultans.
Gelegentlich arbeitete Greving auch als Synchronsprecherin. In der Filmkomödie Allein zu zweit (1979) lieh sie ihre Stimme der französischen Schauspielerin Gilbert Géniat in der Rolle der Zézette.
Weitere biographische Informationen zu Monika Greving sind nicht bekannt.

## Filmografie (Auswahl)
- 1951: Die Tat des Anderen
- 1956: Heiße Ernte
- 1957: Rübezahl – Herr der Berge
- 1959: Bei der blonden Kathrein
- 1965: Das Kriminalmuseum (Folge: Die Brille)
- 1965: Dichter Nebel
- 1966: Üb immer Treu nach Möglichkeit (Folge: Der Umzug)
- 1967: Die seltsamen Methoden des Franz Josef Wanninger (Folge: Das Moorbad)
- 1969: Ludwig auf Freiersfüßen
- 1981: Der lebende Leichnam
- 1987: Tatort: Pension Tosca oder Die Sterne lügen nicht
- 1989: Forsthaus Falkenau (Folge: Wölfe)
- 1989–1994: Derrick (Fernsehserie, 4 Folgen)
- 1993: Tödliche Lüge